# Société nationale d'électricité (république démocratique du Congo)
Pour les articles homonymes, voir Société nationale d'électricité.
La Société nationale d'électricité (SNEL) est la compagnie d'électricité de la république démocratique du Congo.

## Histoire

### Infrastructures

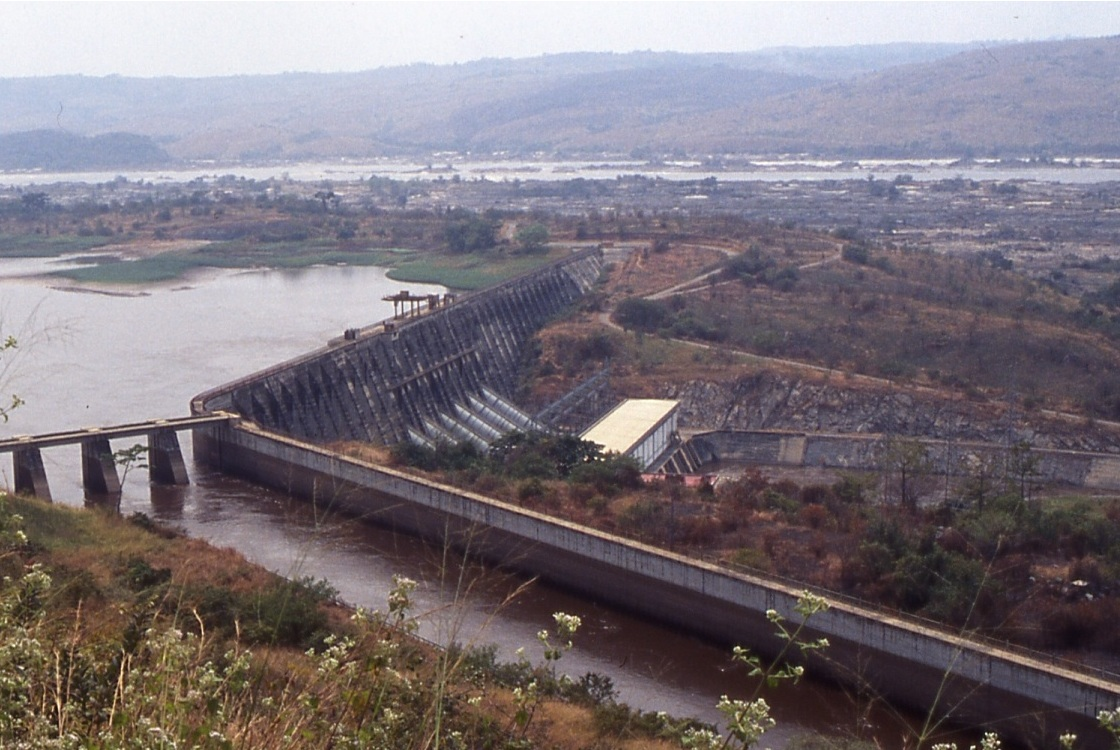
Vue du barrage d'Inga I et du canal d'alimentation d'Inga II à l'avant plan.

En 2001, la SNEL annonce son intention de devenir un exportateur majeur d'électricité en Afrique de l'Ouest (déjà exportateur vers l'Angola, le Zimbabwe, le Congo-Brazzaville) en revalorisant et agrandissant les centrales d'Inga. Ces centrales tournent alors à 20 % de leur capacité, faute de pièces de rechange.
En octobre 2009, la SNEL signe un contrat de $110 millions avec le groupe suédois ABB pour relier Inga au complexe minier de Kolwezi dans le Katanga, une opération appuyée par la Banque mondiale.
En mai 2013, la SNEL signe avec la ZESCO zambienne un partenariat de $3 milliards pour la construction d'une centrale électrique d'une capacité de production de 1.400 MW au Katanga. En mars 2014, la SNEL ouvre la cité Mzee Laurent Désiré Kabila destinée uniquement aux employés de la compagnie électrique.
En avril 2016, la SNEL signe avec le Chinois Trois Gorges visant à améliorer la desserte en énergie électrique en RDC.
En mai 2018, le gouvernement congolais évoque la possibilité d'un éclatement de la SNEL en plusieurs entités afin de mieux répondre aux manques énergétiques du pays.

### Services

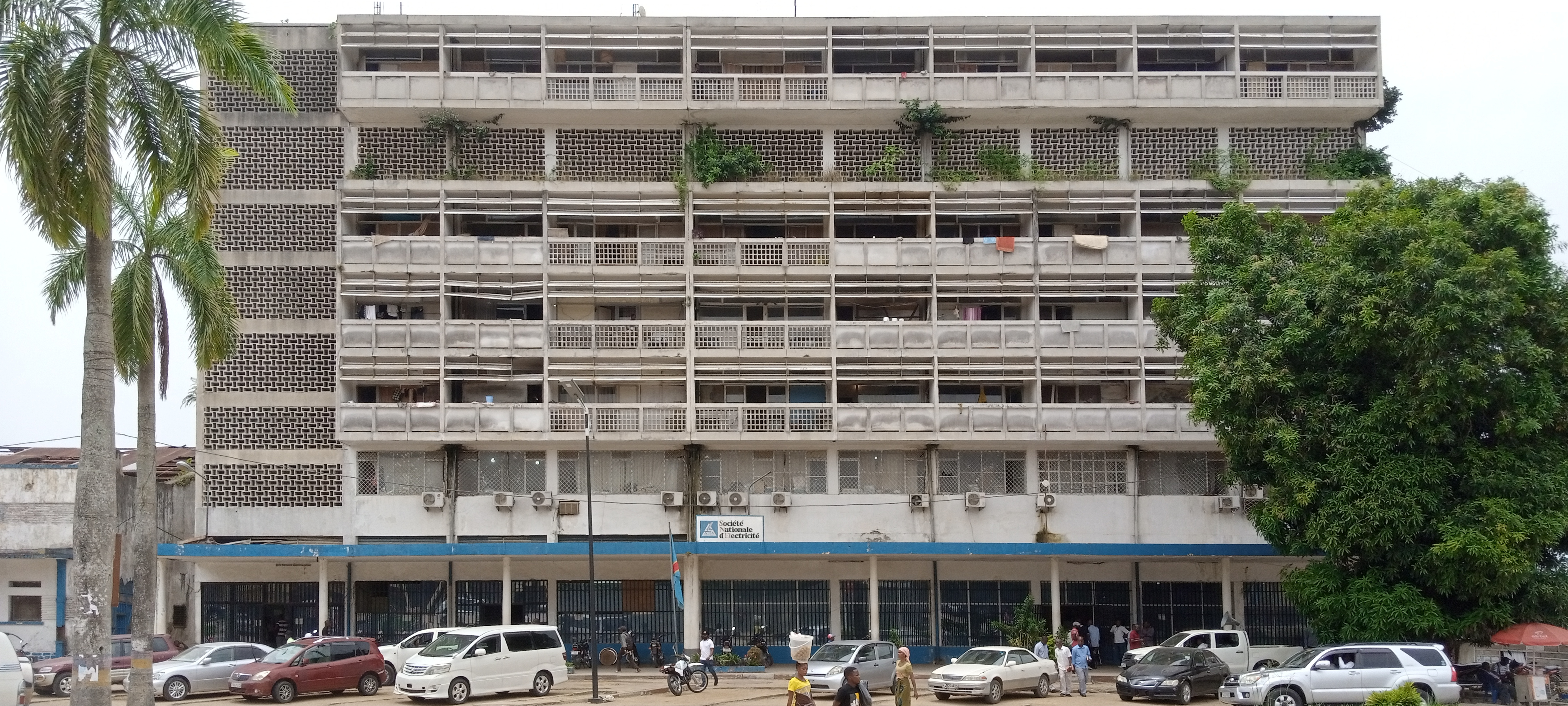
Bâtiment de la SNEL à Kisangani.

De 1980 à 1994, la SNEL lance un grand programme a l'attention de ses usagers visant à faire remplacer leurs chaudières à combustible pas des chaudières électriques (« tarif préférentiel chaudière »), programme toujours en vigueur en 2006. De 1995 à 1998, la SNEL réduit de moitié le prix du kWh. En 1999, une réduction supplémentaire avait été appliquée pour répondre à la crise économique suivant les conflits de 1996 et 1998. En 2006, la SNEL demande au gouvernement la suspension des réductions accumulées avec le temps.
En 2010, les médias portent leur attention sur l'état de délabrement des installations électriques de la SNEL dans les villes congolaises. 130 décès ont été causés par des électrocutions dans la capitale en 2007. Dans certaines zones, les câbles courent les rues à même le sol, sans aucune gaine de protection en béton. En cas de pluie, les rues se recouvrent de flaques et les cables deviennent invisibles pour les piétons. Un marché noir du câble électrique s'est développé autour de l'absence de la SNEL sur ce créneau.
En juillet 2016, le député congolais Clément Kanku lance la campagne « Zéro courant = zéro facture » qui appelle les usagers de la ZESCO à ne pas payer leurs factures en cas de coupure de courant.
En mars 2018, la SNEL lance officiellement son programme de compteurs à consommation pré-payée.

### Finances
En 2000, le SNEL clôt l'année sur un résultat financier déficitaire de $33,7 millions.
En octobre 2011, une enquête d'une commission du Sénat congolais révèle des anomalies dans la gestion de la SNEL, et pointe du doigt ses dirigeants ainsi que le gouvernement congolais.
En février 2012, la SNEL exige à la Regideso de régler ses factures impayées dont le total s'élève à $2,7 millions.

### Articles liés
- Barrages d'Inga
- Liste d'entreprises productrices d'électricité